# Andrea Meroni
Andrea Meroni (Monza, 9 gennaio 1997) è un calciatore italiano, difensore della Reggiana.

## Carriera
Cresciuto nel settore giovanile dell'Empoli, il 30 luglio 2016 viene ceduto a titolo temporaneo al Cosenza, con cui inizia la carriera professionistica. Il 28 luglio 2017 si trasferisce alla Paganese, con cui firma un triennale; il 31 gennaio 2018 viene acquistato a titolo definitivo dal Pisa, che lo lascia al club campano fino al termine della stagione. Rientrato al Pisa, conquista con i nerazzurri la promozione in Serie B; acquistato quindi dal Sassuolo, viene ceduto in prestito per due stagioni alla squadra toscana.
Il 31 agosto 2021 passa a titolo temporaneo alla Cremonese, con cui ottiene la promozione nella massima serie.
Il 25 luglio 2022 viene tesserato dal Cosenza.
Il 5 luglio 2024 viene acquistato dalla Reggiana.

## Statistiche

### Presenze e reti nei club
Statistiche aggiornate al 15 maggio 2025.
| Stagione        | Squadra         | Campionato      | Campionato | Campionato | Coppe nazionali | Coppe nazionali | Coppe nazionali | Coppe continentali | Coppe continentali | Coppe continentali | Altre coppe | Altre coppe | Altre coppe | Totale | Totale |
| Stagione        | Squadra         | Comp            | Pres       | Reti       | Comp            | Pres            | Reti            | Comp               | Pres               | Reti               | Comp        | Pres        | Reti        | Pres   | Reti   |
| --------------- | --------------- | --------------- | ---------- | ---------- | --------------- | --------------- | --------------- | ------------------ | ------------------ | ------------------ | ----------- | ----------- | ----------- | ------ | ------ |
| 2016-2017       | Cosenza         | LP              | 4          | 0          | CI+CI-LP        | 0               | 0               | -                  | -                  | -                  | -           | -           | -           | 4      | 0      |
| 2017-2018       | Paganese        | C               | 31+1       | 0          | CI+CI-C         | 1+3             | 0               | -                  | -                  | -                  | -           | -           | -           | 36     | 0      |
| 2018-2019       | Pisa            | C               | 29+4       | 0          | CI+CI-C         | 4+3             | 0               | -                  | -                  | -                  | -           | -           | -           | 40     | 0      |
| 2019-2020       | Pisa            | B               | 10         | 0          | CI              | 1               | 0               | -                  | -                  | -                  | -           | -           | -           | 11     | 0      |
| 2020-2021       | Pisa            | B               | 17         | 0          | CI              | 1               | 0               | -                  | -                  | -                  | -           | -           | -           | 18     | 0      |
| Totale Pisa     | Totale Pisa     | Totale Pisa     | 56+4       | 0          |                 | 9               | 0               |                    | -                  | -                  |             | -           | -           | 69     | 0      |
| 2021-2022       | Cremonese       | B               | 8          | 0          | CI              | -               | -               | -                  | -                  | -                  | -           | -           | -           | 8      | 0      |
| 2022-2023       | Cosenza         | B               | 23+2       | 1+1        | CI              | 0               | 0               | -                  | -                  | -                  | -           | -           | -           | 25     | 2      |
| 2023-2024       | Cosenza         | B               | 23         | 0          | CI              | 1               | 0               | -                  | -                  | -                  | -           | -           | -           | 24     | 0      |
| Totale Cosenza  | Totale Cosenza  | Totale Cosenza  | 50+2       | 1+1        |                 | 1               | 0               |                    | -                  | -                  |             | -           | -           | 53     | 2      |
| 2024-2025       | Reggiana        | B               | 36         | 0          | CI              | 1               | 0               | -                  | -                  | -                  | -           | -           | -           | 37     | 0      |
| Totale carriera | Totale carriera | Totale carriera | 181+7      | 1+1        |                 | 15              | 0               |                    | -                  | -                  |             | -           | -           | 203    | 2      |